# Petrarca Rugby 2009-2010

## Competizioni

### Competizioni nazionali
- Super 10 2009-2010
- Coppa Italia 2009-2010

### Coppe europee
- European Challenge Cup 2009-2010